# Wilhelm Ellenberger

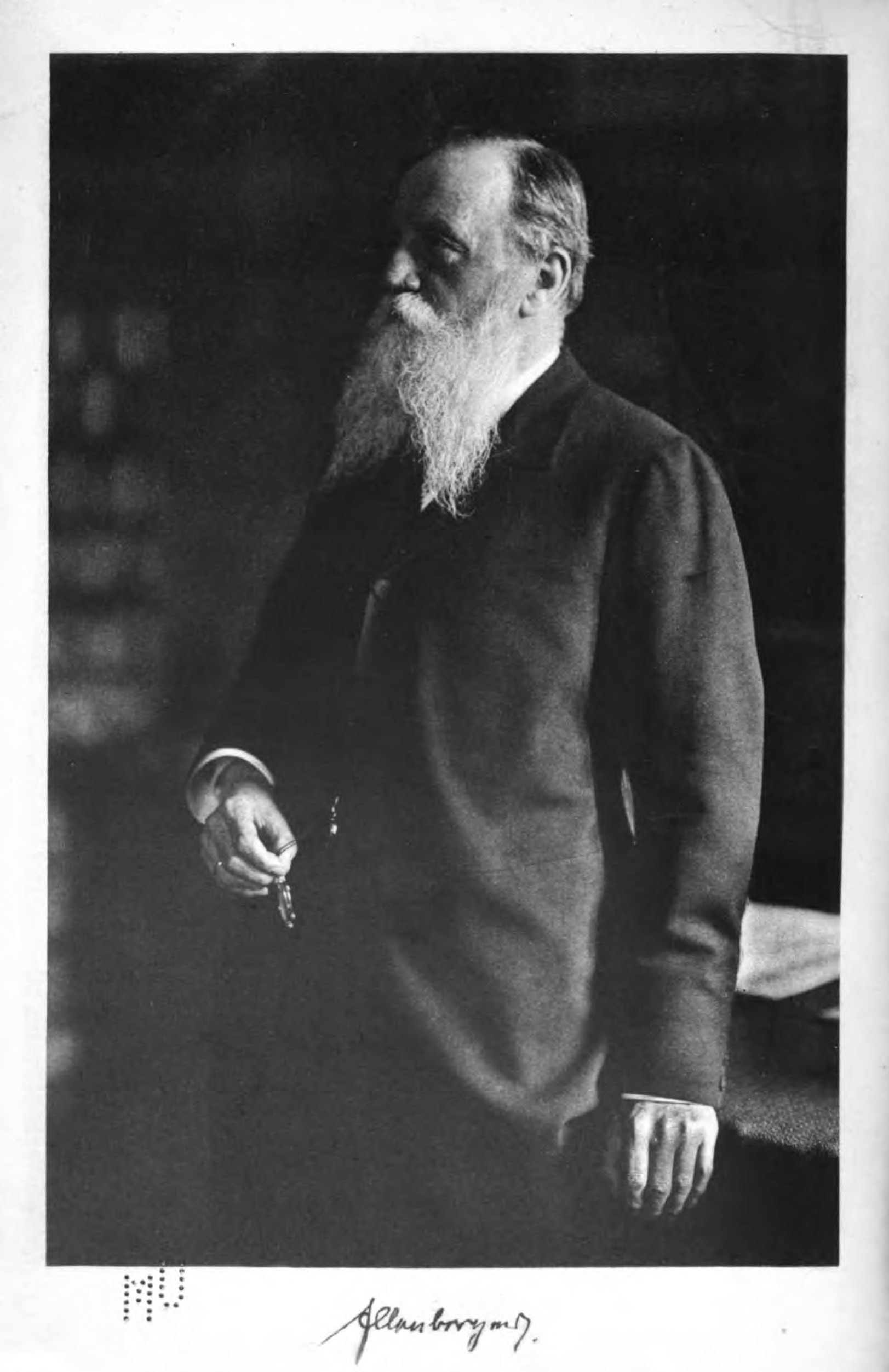
Portraitfoto in der Festschrift zum 70. Geburtstag Ellenbergers (=Supplementband zu Band 43.1918 des Archivs für wissenschaftliche und praktische Tierheilkunde)

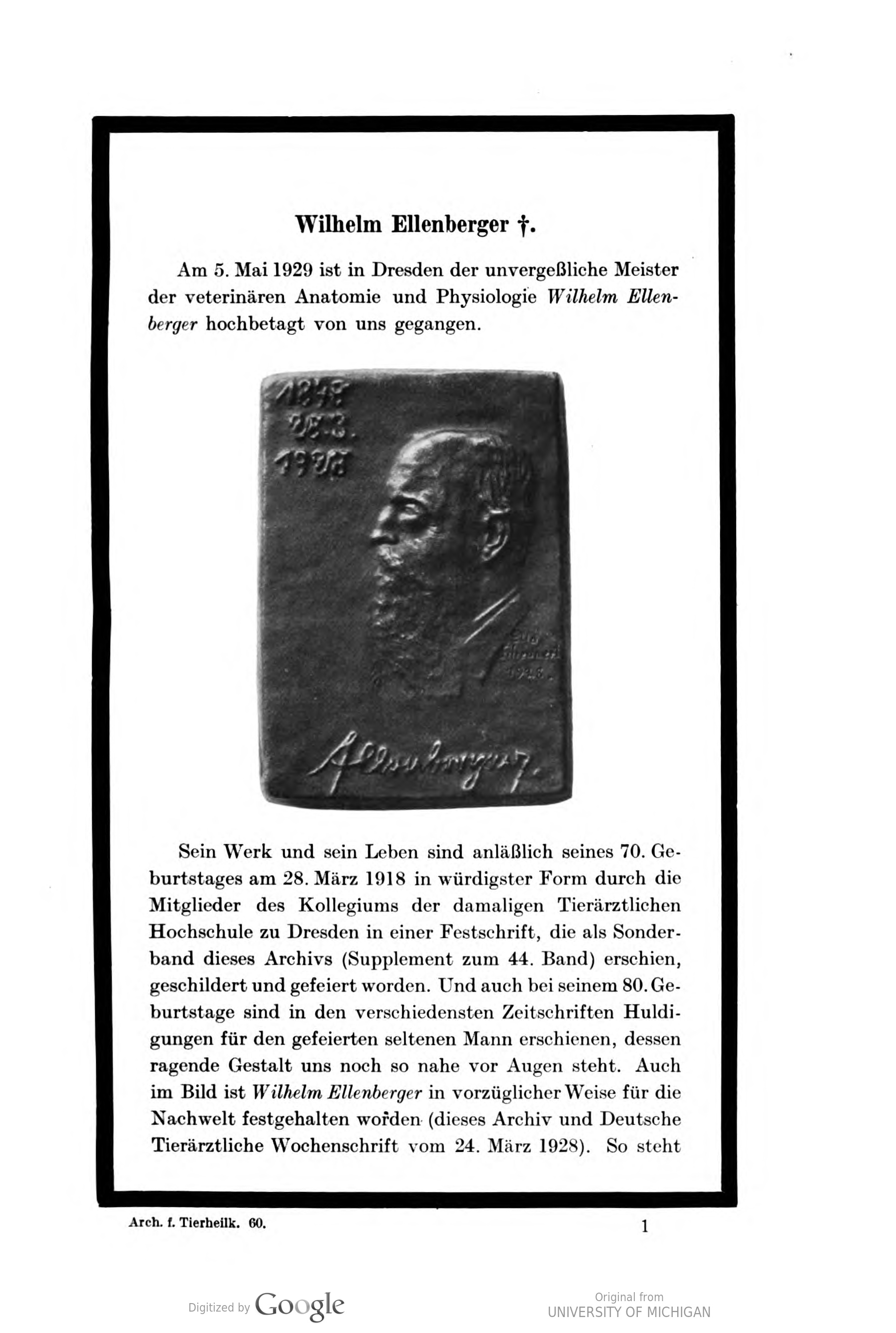
Nachruf Wilhelm Ellenberger

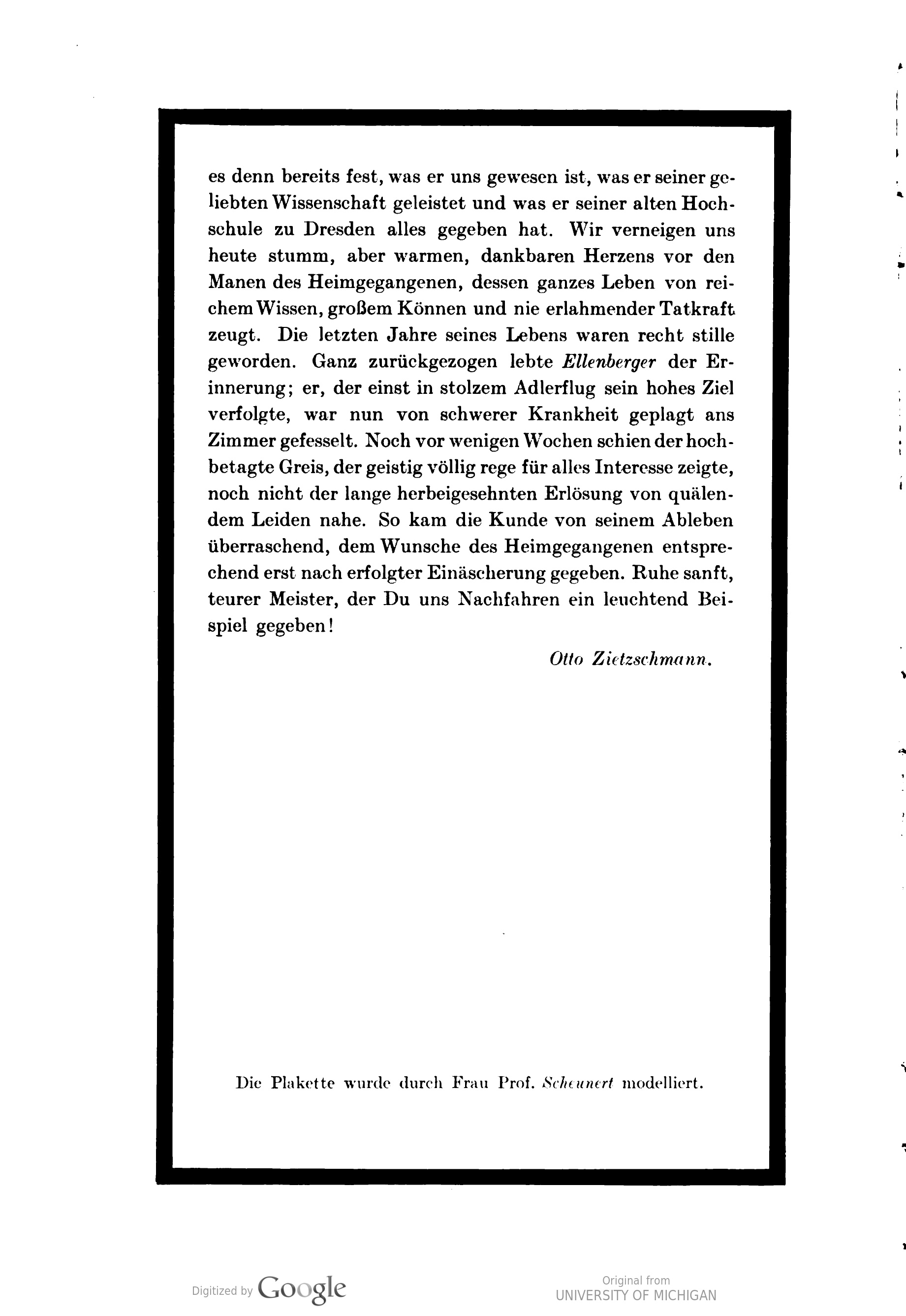
Nachruf Wilhelm Ellenberger

Wilhelm Ellenberger (* 28. März 1848 in Beiseförth bei Kassel; † 5. Mai 1929 in Dresden) war ein deutscher Professor für Veterinäranatomie und -physiologie und gilt als Begründer dieser Fächer in der Neuzeit.

## Leben
Ellenberger studierte in Berlin und Wien Tierheilkunde und ergänzte seine Ausbildung durch medizinische und naturwissenschaftliche Studien an verschiedenen Universitäten, u. a. bei dem bekannten Physiologen Carl Ludwig in Leipzig. Er wurde zum Dr. phil. promoviert; 1879 wurde er im Alter von 31 Jahren zum Professor für Physiologie und Histologie an die Tierarzneischule Dresden berufen. Im Sommersemester 1886 wurde ihm ehrenhalber das Band der Landsmannschaft Saxonia Dresden, des späteren Corps Saxonia Dresden (letztlich aufgegangen in der Landsmannschaft Hansea auf dem Wels), verliehen.
Auf Ellenbergers Betreiben wurde die Tierarzneischule 1889 zur Königlichen Tierärztlichen Hochschule zu Dresden erhoben. 1903 wurde er vom sächsischen König zu deren Rektor ernannt. Ellenberger sorgte für die Einführung des Promotionsrechts für Tierärzte im Jahre 1907. Mitglied der Leopoldina seit 1908.
Ellenberger war maßgeblich an der Umsiedlung der Königlichen Tierärztlichen Hochschule Dresden als Veterinärmedizinische Fakultät der Universität Leipzig nach Leipzig beteiligt. Mit dem Beschluss des sächsischen Landtages vom 31. März 1914 wurde mit dem Bau begonnen und 1923 erfolgte die Übersiedlung von Dresden nach Leipzig. Ellenberger, nunmehr 75-jährig, vollzog diesen Umzug allerdings nicht mehr. Sein Schüler Hermann Baum wurde der erste Dekan der neuen Fakultät. Ellenberger bekam für seine wissenschaftlichen Verdienste den Ehrendoktor in Medizin und Veterinärmedizin. Außerdem wurde ihm der Titel Geheimrat verliehen.
Im Andenken an Wilhelm Ellenberger wird durch den Freundeskreis Tiermedizin der Veterinärmedizinischen Fakultät Leipzig e. V. jedes Jahr der Wilhelm-Ellenberger-Preis für die beste Promotion des Jahrgangs verliehen. Seinen und den Namen seines Schülers Baum trägt auch der Förderkreis des Veterinär-Anatomischen Instituts der Universität Leipzig.
Die RSC-Corps Gothia und Albingia Dresden verliehen ihm 1913 bzw. 1914 das Band (EAH).

## Werke
Das ab der 6. Auflage (um 1890) gemeinsam mit Leisering/Müller/Baum herausgegebene oder verfasste „Handbuch der vergleichenden Anatomie der Haustiere“ erreichte 1932 die 17. Auflage.
- Wilhelm Ellenberger (Hrsg.): Vergleichende Histologie der Haussäugethiere. Paul Parey, Berlin 1887, urn:nbn:de:bsz:14-db-id185418475X1.